# Polygonella basiramia
Polygonella basiramia (Small) G.L. Nesom & V.M. Bates – gatunek rośliny z rodziny rdestowatych (Polygonaceae Juss.). Występuje naturalnie w południowo-wschodnich Stanach Zjednoczonych – na Florydzie. 

## Morfologia
PokrójBylina dorastająca do 30–80 cm wysokości.
LiścieIch blaszka liściowa jest siedząca i ma równowąski kształt. Mierzy 7–19 mm długości oraz 1 mm szerokości, o spiczastym wierzchołku. Gatka jest orzęsiona.
KwiatyObupłciowe lub funkcjonalnie jednopłciowe, zebrane w grona o długości 14–22 mm, rozwijają się na szczytach pędów. Listki okwiatu mają podłużny kształt i barwę od białej do różowej, mierzą 1–2 mm długości.
OwoceTrójboczne niełupki osiągając 2–3 mm długości.

## Biologia i ekologia
Rośnie w zaroślach oraz na terenach piaszczystych, na obszarach nizinnych. Kwitnie od września do grudnia. 

## Ochrona
Polygonella basiramia ma status gatunku wysokiego ryzyka.